# Arthur I. Miller
Arthur I. Miller é um físico estadunidense.
É professor emérito de História da Filosofia e Ciência da University College London.

## Publicações selecionadas
- Einstein, Picasso: Space, Time and the Beauty That Causes Havoc Basic Books, Reprint edition  (2002) ISBN 0-465-01860-2
- Deciphering the Cosmic Number—The Strange Friendship of Wolfgang Pauli and Carl Jung W. W. Norton & Co. (2009) ISBN 0-393-06532-4
- Empire of the Stars: Friendship, Obsession and Betrayal in the Quest for Black Holes Little, Brown & Company (2005) ISBN 0-316-72555-2
- 137: Jung, Pauli, and the Pursuit of Scientific Obsession W. W. Norton & Co. (2009) ISBN 0-393-06532-4